# Daisuke Nasu
Daisuke Nasu (那須 大亮?, Nasu Daisuke; Makurazaki, 10 ottobre 1981) è un ex calciatore giapponese, di ruolo difensore.

## Statistiche

### Cronologia presenze e reti in nazionale
| Cronologia completa delle presenze e delle reti in nazionale ― Giappone olimpica | Cronologia completa delle presenze e delle reti in nazionale ― Giappone olimpica | Cronologia completa delle presenze e delle reti in nazionale ― Giappone olimpica | Cronologia completa delle presenze e delle reti in nazionale ― Giappone olimpica | Cronologia completa delle presenze e delle reti in nazionale ― Giappone olimpica | Cronologia completa delle presenze e delle reti in nazionale ― Giappone olimpica | Cronologia completa delle presenze e delle reti in nazionale ― Giappone olimpica | Cronologia completa delle presenze e delle reti in nazionale ― Giappone olimpica |
| Data                                                                             | Città                                                                            | In casa                                                                          | Risultato                                                                        | Ospiti                                                                           | Competizione                                                                     | Reti                                                                             | Note                                                                             |
| -------------------------------------------------------------------------------- | -------------------------------------------------------------------------------- | -------------------------------------------------------------------------------- | -------------------------------------------------------------------------------- | -------------------------------------------------------------------------------- | -------------------------------------------------------------------------------- | -------------------------------------------------------------------------------- | -------------------------------------------------------------------------------- |
| 12-8-2004                                                                        | Salonicco                                                                        | Paraguay olimpica                                                                | 4 – 3                                                                            | Giappone olimpica                                                                | Olimpiadi 2004 - 1º turno                                                        | -                                                                                | 46’                                                                              |
| 15-8-2004                                                                        | Volos                                                                            | Giappone olimpica                                                                | 2 – 3                                                                            | Italia olimpica                                                                  | Olimpiadi 2004 - 1º turno                                                        | -                                                                                | 19’                                                                              |
| Totale                                                                           |                                                                                  | Presenze                                                                         | 2                                                                                |                                                                                  | Reti                                                                             | 0                                                                                |                                                                                  |

## Palmarès

### Club

#### Competizioni nazionali
- Campionato giapponese: 2

Yokohama F·Marinos: 2003, 2004
- Coppa dell'Imperatore: 2

Kashiwa Reysol: 2012
Vissel Kōbe: 2019
- Coppa J. League: 2

Júbilo Iwata: 2010
Urawa Reds: 2016
- Coppa Suruga Bank: 2

Júbilo Iwata: 2011
Urawa Reds: 2017
- Supercoppa del Giappone: 1

Kashiwa Reysol: 2012

#### Competizioni internazionali
- Coppa Suruga Bank: 1

Júbilo Iwata: 2011
- AFC Champions League:

Urawa Reds: 2017

### Nazionale
- Giochi asiatici: 1

2002

### Individuale
- Miglior giovane della J.League: 1

2003